# Albion Online
Albion Online — багатоплатформна багатокористувацька онлайнова рольова гра в середньовічній стилістиці, розроблена і випущена Sandbox Interactive в 2017 році.

## Відгуки та критика
| Агрегатор  | Оцінка |
| ---------- | ------ |
| Metacritic | 73/100 |

| Видання        | Оцінка |
| -------------- | ------ |
| GameRevolution | 4/5    |
| GameStar       | 75/100 |

Albion Online отримала змішані відгуки критиків  .
Джонатан Лік з GameRevolution оцінив гру на 8/10  . У своїй рецензії він зазначив, що незважаючи на безліч недоліків, гра приділяє увагу спільноті та надає величезну свободу гравцям  .

## Ігровий процес
Геймплей Albion Online зосереджується на безкласовій системі, у якій спорядження, яке гравець обирає, визначає його здібності та те, як він може грати. Гравці можуть виходити і виконувати дії у світі Альбіону, щоб отримати «Славу», подібну до «досвіду» в інших MMORPG. Завдяки цій славі гравці можуть отримати доступ до інших типів зброї та обладунків, із сильнішим спорядженням, для використання якого потрібно більше слави. Потужніше спорядження можна використовувати, коли гравці просуваються протягом гри. У грі є велика карта відкритого світу, якою гравці можуть подорожувати. Різні зони PVP пропонують різні рівні ризику та винагороди, включаючи жовту, червону та чорну зони; У червоній і чорній зонах після смерті випадає повна здобич. У грі повністю керована економіка. Усе спорядження та предмети зроблені іншими гравцями. Гра пропонує як PVE, так і PVP. Іншим аспектом гри є гільдії. Гравці можуть об'єднатися під одним прапором (до 300 гравців) і битися за території, замки та інші цілі. Ці масштабні битви називаються ZvZ, скорочення від Zerg vs Zerg.

## Історія початку
Гру розробила та видала берлінська студія Sandbox Interactive. Під час бета-стадій розробки гравці мали змогу придбати «Пакети засновників», щоб отримати доступ до закритих бета-тестів гри, які періодично запускалися Sandbox Interactive, як правило, через кілька місяців розробки. Після випуску гри ці пакети засновника стали недоступними для покупки. У грудні 2015 року Albion Online з різних причин видалив свою безкоштовну модель (яку пізніше знову зробили безкоштовною). Під час першого випуску 17 липня 2017 року Albion Online пропонував вибір «Стартових пакетів», які надавали гравцям доступ до гри та пропонували різну кількість золота (внутрішньоігрова валюта) для початку. Щойно гравець придбає будь-який із стартових пакетів, йому нададуть безстроковий доступ до гри без додаткової обов’язкової плати. Гравці також можуть придбати членство на обмежений період часу без переваг стартових пакетів. Уже у квітні 2019 року в Albion Online можна було грати безкоштовно. Гравці також можуть купувати преміум за ігрову валюту (золото та срібло). Другий сервер у Сінгапурі під назвою «східний сервер» був відкритий для гравців у березні 2023 року. Останнє оновлення гри під назвою «Crystal Raiders» було випущено в січні 2024 року. Через два місяці було анонсовано новий сервер для Європи, Середньої Регіони Східної та Північної Африки. Це оголошення викликало суперечки в спільноті: деякі користувачі стверджували, що це негативно вплине на діяльність існуючого північноамериканського серверу, і називали це рішення захопленням грошей.